# لی اون جو
لی اون جو (به کره‌ای:이은주؛ ۱۶ نوامبر ۱۹۸۰-۲۲ فوریه ۲۰۰۵) بازیگر اهل کره جنوبی بود. او به دلیل بازی در مجموعه تلویزیونی فونیکس و اسکارلت لتر آمریکایی مشهور شده بود.

## مرگ
در ۲۲ فوریه ۲۰۰۵ تنها چند روز پس از فارغ التحصیلی از دانشگاه دانکوک، وی در آپارتمان شخصی اش در سن ۲۴ سالگی خودکشی کرد.
او ابتدا رگ مچ‌های دستش را زد و بعد خود را از سقف حلق آویز کرد.
خانوادهٔ لی اظهار داشتند که علت خودکشی او بی خوابی‌های شدید ناشی از احساس پشیمانی و افسردگی به دلیل بازی صحنه‌های جنسی در فیلم The Scarlet Letter بوده.
او در نامهٔ خودکشی اش چنین نوشته است:
«مامان، دوستت دارم، من می‌خواستم خیلی کارها انجام بدم، اگر چه من زندگی می‌کردم ولی واقعاً زنده نبودم، من نمی‌خواهم کسی را مأیوس کنم، داشتن پول خیلی خوبه، من فقط می‌خواستم پول در بیارم.»